# Willam Belli
Willam Bart Belli vystupující pod jménem Willam Belli (nebo také jako Willam), je americký herec a drag queen. Zúčastnil se čtvrté řady RuPaul's Drag Race, kde skončil na sedmém místě. Jedná se o prvního účastníka, který byl diskvalifikován. Objevil se též jako porotce prvního dílu druhé řady pořadu Dracula. Na přání Lady Gaga dostal roli ve filmu Zrodila se hvězda. Společně s Alaskou Thunderf*ck, účastnicí páté řady Drag race, mají podcast zvaný Race Chaser.

## RuPaul's Drag Race
Původně byl osloven, aby se zúčastnil první série, kterou kvůli herecké kariéře odmítl. Účast na castingu čtvrté řady série požadoval jeho agent, z důvodu zvýšení popularity. V osmé epizodě čtvrté řady, kterou společně s Latrice Royale, budoucí Miss Congeniality čtvrté řady, vyhrál, byl po playbackové bitvě mezi Phi Phi O'Hara a Sharon Needles, nastávající vítězkou čtvrté řady, předvolán porotci a vyřazen ze soutěže z důvodu porušení pravidel. Důvody diskvalifikace nejsou zcela jisté. Ve finálovém dílu soutěže byla uvedena speciální vsuvka s názvem „Co Willam provedl?“ (What did Willam do?), kde bylo prozrazeno, že se na natáčení dostavil jeho přítel, což bylo podle smlouvy nepřípustné. Willam později v rozhovoru uvedl, že důvody uvedené ve finále nebyly skutečnými důvody diskvalifikace.

## Filmografie (výběr)
- Vdáš se, a basta! (2007)
- Blubberella (2011)
- Hurricane Bianca (2016)
- Zrodila se hvězda (2018)